# أرمود أغاج
أرمود أغاج هي قرية في مقاطعة أرومية، إيران. يقدر عدد سكانها بـ 65 نسمة بحسب إحصاء 2016.